# Capsorubin
Capsorubin gehört zu den Xanthophyllen (sauerstoffhaltige Carotinoide), es ist ein Naturstoff und zählt zu den Tetraterpenen. Ein System von konjugierten Doppelbindungen absorbiert Licht und verleiht dem Capsorubin eine kräftig rote Farbe. Der Farbstoff wird bei der Herstellung von Lebensmitteln und Kosmetika zum Färben benutzt.

## Vorkommen

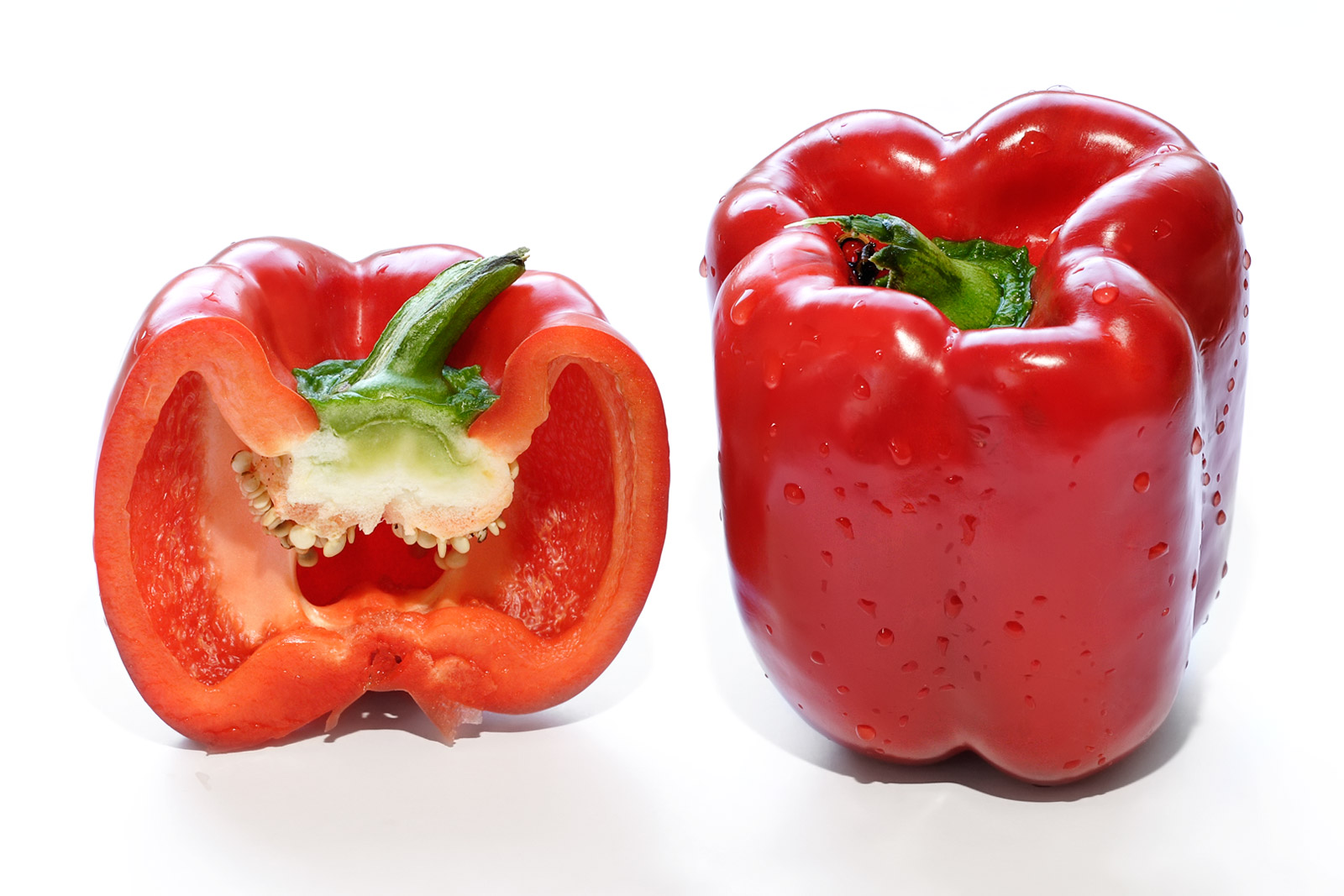
Rote Paprika

Natürliche Quelle für Capsorubin sind Nachtschattengewächse oder Lilien. Die Menge an Capsorubin im Paprikaextrakt, welches beispielsweise aus Spanischem Pfeffer gewonnen wurde, beträgt 7 % aller Carotinoide. Es ist damit das dritthäufigste Carotinoid, davor kommt Capsanthin mit 37 % und Zeaxanthin mit 8 %.

## Biosynthese
Innerhalb der Pflanzengattung der Paprika wird Capsorubin durch enzymatische Pinakol-Umlagerungen synthetisiert. Ausgehend von Violaxanthin, das beim Abbau der Chlorophylle der Pflanze gebildet wird, wird das Intermediat Capsanthin-5,6-epoxid gebildet, das wiederum zu Capsorubin umgewandelt wird.

## Verwendung

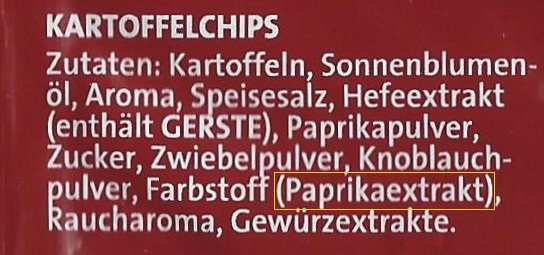
Inhaltsstoffe von Kartoffelchips

Capsorubin ist zusammen mit Capsanthin ein Bestandteil von Paprikaextrakt. Dieser wird  unter der Bezeichnung E 160c in der Lebensmittelindustrie geführt. Es dient dazu, Lebensmittel rot einzufärben oder zu aromatisieren. Da es in vielen Anwendungsbereichen keine Mengenbeschränkung gibt, lässt es sich für viele Bereiche einsetzen. Anwendungsbeispiele sind Chips, Getränke, Konfitüre, Käse, Speiseeis oder Suppen.